# Бувленгам
Бувленгам (фр. Bouvelinghem) насеље је и општина у североисточној Француској у региону Север-Па д Кале, у департману Па де Кале која припада префектури Сент Омер.
По подацима из 2011. године у општини је живело 257 становника, а густина насељености је износила 40,92 становника/km². Општина се простире на површини од 6,28 km². Налази се на средњој надморској висини од 175 метара (максималној 196 m, а минималној 98 m).

## Демографија
| 1962. | 1968. | 1975. | 1982. | 1990. | 1999. | 2011. |
| ----- | ----- | ----- | ----- | ----- | ----- | ----- |
| 127   | 155   | 179   | 158   | 162   | 142   | 257   |

График промене броја становника у току последњих година